# Municipio de Springvale (Minnesota)
El municipio de Springvale (en inglés: Springvale Township) es un municipio ubicado en el condado de Isanti en el estado estadounidense de Minnesota. En el año 2010 tenía una población de 1447 habitantes y una densidad poblacional de 15,81 personas por km².

## Geografía
El municipio de Springvale se encuentra ubicado en las coordenadas 45°35′43″N 93°19′58″O / 45.59528, -93.33278. Según la Oficina del Censo de los Estados Unidos, el municipio tiene una superficie total de 91.51 km², de la cual 89,03 km² corresponden a tierra firme y (2,71 %) 2,48 km² es agua.

## Demografía
Según el censo de 2010, había 1447 personas residiendo en el municipio de Springvale. La densidad de población era de 15,81 hab./km². De los 1447 habitantes, el municipio de Springvale estaba compuesto por el 98,13 % blancos, el 0,28 % eran afroamericanos, el 0,41 % eran amerindios, el 0,28 % eran asiáticos, el 0,14 % eran isleños del Pacífico y el 0,76 % eran de una mezcla de razas. Del total de la población el 0,69 % eran hispanos o latinos de cualquier raza.